# London Borough of Sutton
London Borough of Sutton är en borough (kommun) i södra London med cirka 210 000 invånare (2022). Den bildades 1965 när Municipal Borough of Sutton and Cheam, Municipal Borough of Beddington and Wallington och Carshalton Urban District slogs samman. Centralorten är Sutton.  

## Distrikt
Distrikt som helt eller delvis ligger i Sutton.
- Beddington
- Belmont
- Carshalton
- Cheam
- Sutton
- Wallington
- Worcester Park